# ألفرد روث
ألفرد روث (بالألمانية: Alfred Roth)‏ هو سياسي ألماني، ولد في 27 أبريل 1879 في ألمانيا، وتوفي في 9 أكتوبر 1948 بهامبورغ في ألمانيا. حزبياً، نشط في الحزب النازي. انتخب عضو مجلس النواب الألماني للجمهورية فايمار.